# What Child Is This?

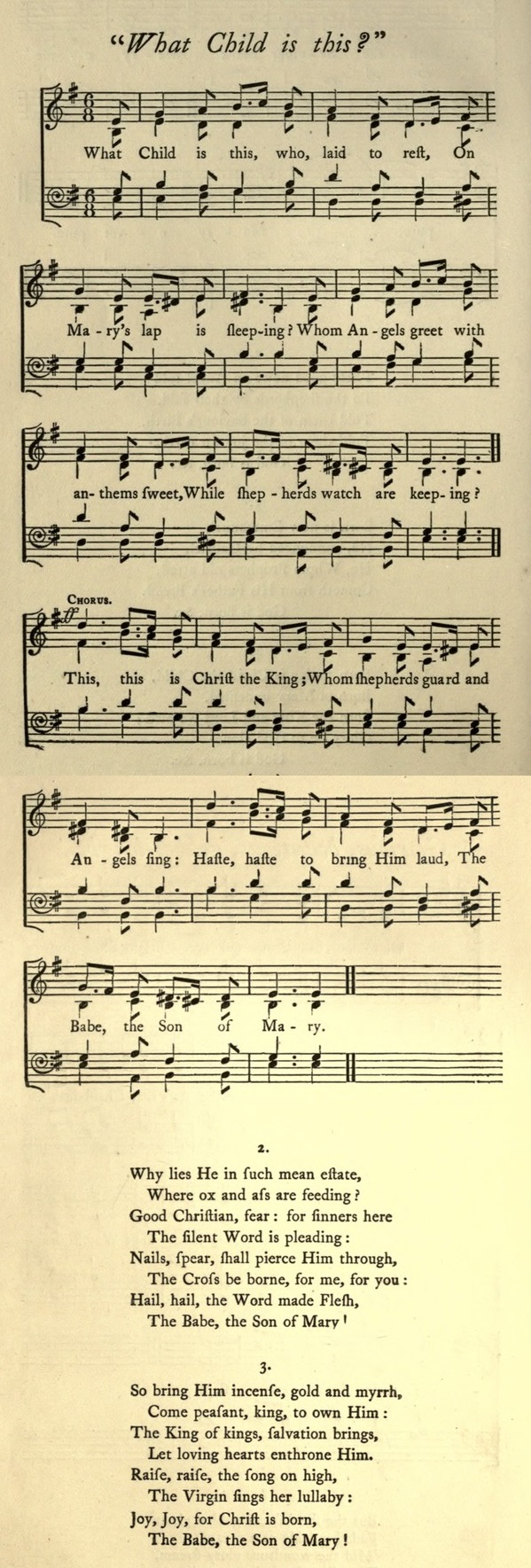
What Child is this? (um 1871)
rahmenlos

What Child Is This? ist ein englischsprachiges Weihnachtslied. Der Text stammt von William Chatterton Dix (1837–1898) und wurde 1870 erstmals veröffentlicht. Das Lied ist eine Kontrafaktur des englischen Volkslieds Greensleeves, das vermutlich im Elisabethanischen Zeitalter entstand und seit 1580 nachgewiesen ist.

## Hintergrund
William Chatterton Dix war ein Geschäftsmann und Versicherungsmakler, der durch eine lebensbedrohende Erkrankung im Alter von 29 Jahren ein Erweckungserlebnis hatte und sich fortan mit Bibelstudium und dem Verfassen christlicher Liedtexte beschäftigte. 1865 veröffentlichte er das Gedicht The Manger Throne, das mit What Child Is This? einige Formulierungen gemeinsam hat, und in dem manche Autoren eine Frühform des Weihnachtslieds erkennen wollen. Dix veröffentlichte den Text von What Child Is This? um 1870 in einem Privatdruck unter dem Titel Christmas Customs & Christmas Carols. Der Druck enthält nur den Text sowie als Hinweis auf die Melodie den Vermerk „Music A. D. 1642“ ohne Angabe weiterer Details. Dies zeigt, dass Dix seinen Text jedenfalls einer bekannten Melodie unterlegt hat, bei der es sich möglicherweise bereits um Greensleeves handeln könnte, da dessen Melodie im besagten Jahr erstmals unter dem Titel The old yeare now away is fled als geistliches Lied zum Neujahrstag erschien.
In der Sammlung Christmas Carols New and Old erschien es um 1871 in Großbritannien erstmals in gedruckter Form zusammen mit der Melodie und einem vierstimmigen Chorsatz von John Stainer.

## Inhalt und Form
Die beiden ersten Strophen leiten jeweils mit einer rhetorischen Frage nach dem Kind einer gewissen Maria ein. Der Text beschreibt weiter Teile der Weihnachtsgeschichte, wobei die Verkündigung der Geburt dieses Kindes durch Engel an wachende Hirten (Lk 2,8–18 ) als bereits geschehen beschrieben wird. Dadurch wird klar, dass der Text ein später einsetzendes Ereignis zum Thema hat, nämlich die Huldigung durch die Weisen am Fest Erscheinung des Herrn (Mt 2,1–12 ), was in der dritten Strophe durch die Erwähnung von Gold, Weihrauch und Myrrhe als Gaben bestätigt wird. Der Text stellt aber keine Schilderung eines historischen Ereignisses dar, sondern einen Appell an den modernen Hörer, sich der Anbetung der Weisen gleichsam anzuschließen. Die Motivation dafür wird in der zweiten Strophe vorweggenommen, nämlich dem Hinweis darauf, dass das Kind durch seine Geburt im armseligen Stall und dereinst am Ende seines irdischen Lebens durch seinen Kreuzestod zum Erlöser der Menschheit werde.
In allen Strophen wird die Sinnspitze am Beginn der 5. und 7. Zeile erreicht, wo (außer in Strophe 2, Zeile 5) Wortwiederholungen, meist Imperative, auf die höchsten Melodienoten treffen – in der Vorlage die emphatische Nennung des Namens Greensleeves.

## Text
What Child is this who, laid to rest,

On Mary’s lap is sleeping?

Whom angels greet with anthems sweet,

While shepherds watch are keeping?

This, this is Christ the King;

Whom shepherds guard and Angels sing:

Haste, haste to bring Him laud,

The Babe, the Son of Mary.

Why lies He in such mean estate,

Where ox and ass are feeding?

Good Christians, fear: for sinners here

The silent Word is pleading:

Nails, spear shall pierce Him through,

The Cross be borne, for me, for you:

Hail, hail, the Word made Flesh,

The Babe, the Son of Mary!

So bring Him incense, gold and myrrh,

Come peasant, king, to own Him:

The King of kings, salvation brings,

Let loving hearts enthrone Him.

Raise, raise, the song on high,

The Virgin sings her lullaby:

Joy, Joy, for Christ is born,

The Babe, the Son of Mary!

## Rezeption und Variationen
What Child Is This? hat wie Greensleeves eine Vielzahl von Rezeptionen und Variationen hervorgebracht. Das Lied interpretierten unter anderem:
- Johnny Mathis (Merry Christmas, 1958)
- The Brothers Four (1961)
- Mahalia Jackson (1962)
- Al Martino (1964)
- Ray Conniff (Christmas Album: Here We Come A-Caroling, 1965)
- Vince Guaraldi (A Charlie Brown Christmas, 1965)
- Joan Baez (Noël, 1966)
- The Lettermen (1966)
- Tony Bennett (1968)
- John Fahey (The New Possibility – John Fahey's Christmas Album Vols. I and II, 1968)
- Ed Ames (1970)
- Andy Williams (Christmas Present, 1974)
- The Lettermen (It Feels Like Christmas, 1987)
- Mannheim Steamroller (A Fresh Aire Christmas, 1988)
- Vanessa Williams (A Very Special Christmas 2, 1992)
- Oscar Peterson (An Oscar Peterson Christmas, 1995)
- Dave Brubeck (A Dave Brubeck Christmas, 1996)
- Dan Fogelberg (The First Christmas Morning, 1999)
- Charlotte Church, (Dream a Dream, 2000)
- Mars Lasar (Christmas From Mars, 2001)
- Kelly Price (One Family: A Christmas Album, 2001)
- Vikki Carr (The Vikki Carr Christmas Album, 2001)
- Plus One (Christmas, 2002)
- MercyMe (WOW Christmas: Red, 2002)
- Jessica Simpson (ReJoyce: The Christmas Album, 2004)
- Jill Johnson (The Christmas in You, 2005)
- Third Day (Christmas Offerings, 2006)
- Josh Groban (Noël, 2007)
- Midnight (All Souls Midnight, 2008)
- Rob Halford (Halford III: Winter Songs, 2009)
- Tori Amos (Midwinter Graces, 2009)
- Andrea Bocelli feat. Mary J. Blige (My Christmas, 2009)
- Liz Madden (Christmas Celebration, 2010)
- Jackie Evancho (Heavenly Christmas, 2011)
- Rod Stewart (Merry Christmas, Baby, 2012)
- Lindsey Stirling (2012)
- Will Turpin (2012)
- Celtic Woman (Home for Christmas, 2012)
- Sidewalk Prophets (Merry Christmas to You, 2013)
- Lauren Daigle (Behold: A Christmas Collection, 2016)

Unter dem Titel Bébé Dieu fand das Lied seinen Weg in die französische Sprache. Von Jochen Rieger gibt es eine deutsche Version unter dem Titel Wer ist das Kind. Frank Schöbel und seine Tochter Dominique Lacasa verwendeten das Lied für ihren Titel So wie bei anderen Kindern.